# Pero peruviae
Pero peruviae là một loài bướm đêm trong họ Geometridae.